# 国鉄タ3900形貨車
国鉄タ3900形貨車（こくてつタ3900がたかしゃ）は、かつて日本国有鉄道（国鉄）に在籍した私有貨車（タンク車）である。

## 概要
本形式は、揮発油（その後ガソリンに名称変更）専用の10 t 積タンク車として1955年（昭和30年）11月19日から1957年（昭和32年）5月31日にかけて40両（タ3900 - タ3939）が日本車輌製造にて製造された。
落成時の所有者はスタンダード・ヴァキューム石油、日本石油運送（その後日本石油輸送へ社名変更）の2社であった。
1960年（昭和35年）10月12日にスタンダード・ヴァキューム石油所有全車15両（タ3900 - タ3914）が日本石油輸送へ名義変更され本形式は、日本石油輸送1社のみの所有となった。
1979年（昭和54年）10月より化成品分類番号「燃32」（燃焼性の物質、引火性液体、危険性度合1（大））が標記された。
塗色は、黒であり、全長は7,900 mm、全幅は2,530 mm、全高は3,370 mm、軸距は4,000 mm、実容積は13.7 m3、自重は10.2 t - 10.7 t、換算両数は積車2.0、空車1.0、車軸は12 t長軸であった。
1987年（昭和62年）3月に最後まで在籍した車両が廃車となり同時に形式消滅となった。